# 沃德瑙
沃德瑙，是匈牙利包尔绍德-奥包乌伊-曾普伦州所辖的一个村。总面积7.82平方公里，总人口615，人口密度78.6人/平方公里（2011年1月1日）。